# Basilique Notre-Dame de Bonne-Espérance
Pour les articles homonymes, voir Basilique Notre-Dame, Notre-Dame et Bonne-Espérance.
L'abbatiale ou, depuis 1957, basilique Notre-Dame de Bonne-Espérance (en latin Basilica Nostrae Dominae Bonae Spei) est un édifice religieux situé dans la commune d'Estinnes, à Vellereille-les-Brayeux en Belgique. Elle fait partie des monuments de l'abbaye de Bonne-Espérance, inscrits sur la liste du patrimoine immobilier exceptionnel de la Wallonie.

## Histoire
À Bonne-Espérance, la première abbatiale de style roman est érigée à partir de 1132, selon la Chronique d'Englebert Maghe. On bâtit ensuite une tour en 1212. Hormis ces dates mentionnées dans la Chronique, on ne détient aucune autre information sur ce premier édifice, dont il ne subsiste aucun vestige.
Sous l’abbatiat de Jean de Moustiers (1253-c. 1270), plusieurs bâtiments abbatiaux sont transformés, voire reconstruits. En 1266, la première église est alors remplacée par une construction de style gothique, ressemblant à la cathédrale Notre-Dame de Reims. Seule la tour initiale est conservée. La deuxième abbatiale est achevée en 1274 sous la prélature d’Adam de Cousolre et consacrée la même année par Enguerrand, évêque de Cambrai.
Plusieurs éléments de cette deuxième église sont toujours présents. Une campagne de fouilles, effectuée dans l’entre-deux-guerres et approfondie dans les années 1950, a mis au jour les fondations du déambulatoire et des cinq chapelles rayonnantes du chœur au chevet de l’actuelle basilique. À l'avant subsistent des vestiges du transept et une travée du collatéral nord avec un départ de voute, de même qu'une porte en arc brisé reliant autrefois le cloitre au transept. Enfin, l'ogive d'une fenêtre du collatéral sud est encore visible à la base de la tour actuelle.
La tour construite en 1212 s'effondre en 1277, détruisant une partie de la toute nouvelle nef. La reconstruction de cette tour est entamée dès l'année suivante, mais les travaux semblent n'avoir jamais abouti. Plusieurs siècles plus tard, sous l'abbatiat d'Antoine de Merdorp (c. 1473-1495), l'église est modifiée. En effet, la nef est réduite de plusieurs travées et une nouvelle tour gothique (le clocher actuel) est érigée et surmontée d'une flèche,.
Le 10 novembre 1568, en plein contexte de guerres de religion, les troupes du prince d'Orange Guillaume Ier envahissent l'abbaye pour la piller, puis mettent le feu aux bâtiments. L'abbatiale gothique est en grande partie détruite : d'après la Chronique d'Englebert Maghe, seules les cinq chapelles rayonnantes et la tour restent relativement intactes. Une campagne de reconstruction est entreprise sous l'abbatiat de Nicolas Chamart (1607-c. 1642), grâce à la générosité des archiducs Albert et Isabelle. Le mobilier de l'abbatiale est renouvelé ; une flèche, une horloge et un carillon sont ajoutés à la tour.
| - 1 : Basilique néoclassique - 2 : Tour gothique - 3 : Sacristie - 4 : Ambulacre - 5 : Cloitre | - Vestiges des fondations de l'abbatiale du XIIIe s., retrouvés à la suite de fouilles. - Reconstitution de l'abbatiale du XIIIe s. - Reconstitution des XVe-XVIe s. - Vestiges des XIIIe-XIVe s. - Vestiges des XVe-XVIe s., y compris la tour. - XVIIe s. - XVIIIe s. - XXe s. |

Plan de la basilique et de l'ancienne abbatiale :

En 1770, des plans sont demandés à l'architecte Laurent-Benoît Dewez pour la construction d'une troisième abbatiale de style néoclassique. L'église gothique est démolie (excepté la tour du XVe siècle) et des travaux sont entrepris jusqu'en 1776. La flèche de la tour est frappée par la foudre le 27 février de la même année et remplacée par un petit dôme octogonal.
Consacrée seulement le 10 juin 1930, l'abbatiale Notre-Dame de Bonne-Espérance reçoit, le 26 avril 1957, le titre de basilique mineure du pape Pie XII.
Le site abbatial faisant partie du patrimoine classé reconnu comme tel par les pouvoirs publics depuis l'arrêté royal du 22 janvier 1973,  plusieurs campagnes de restauration sont entreprises. Durant les années 1990, la basilique bénéficie de subsides destinés à la restauration extérieure de cette abbatiale et de sa tour, dont les travaux s'achèvent en 2000.

## Architecture

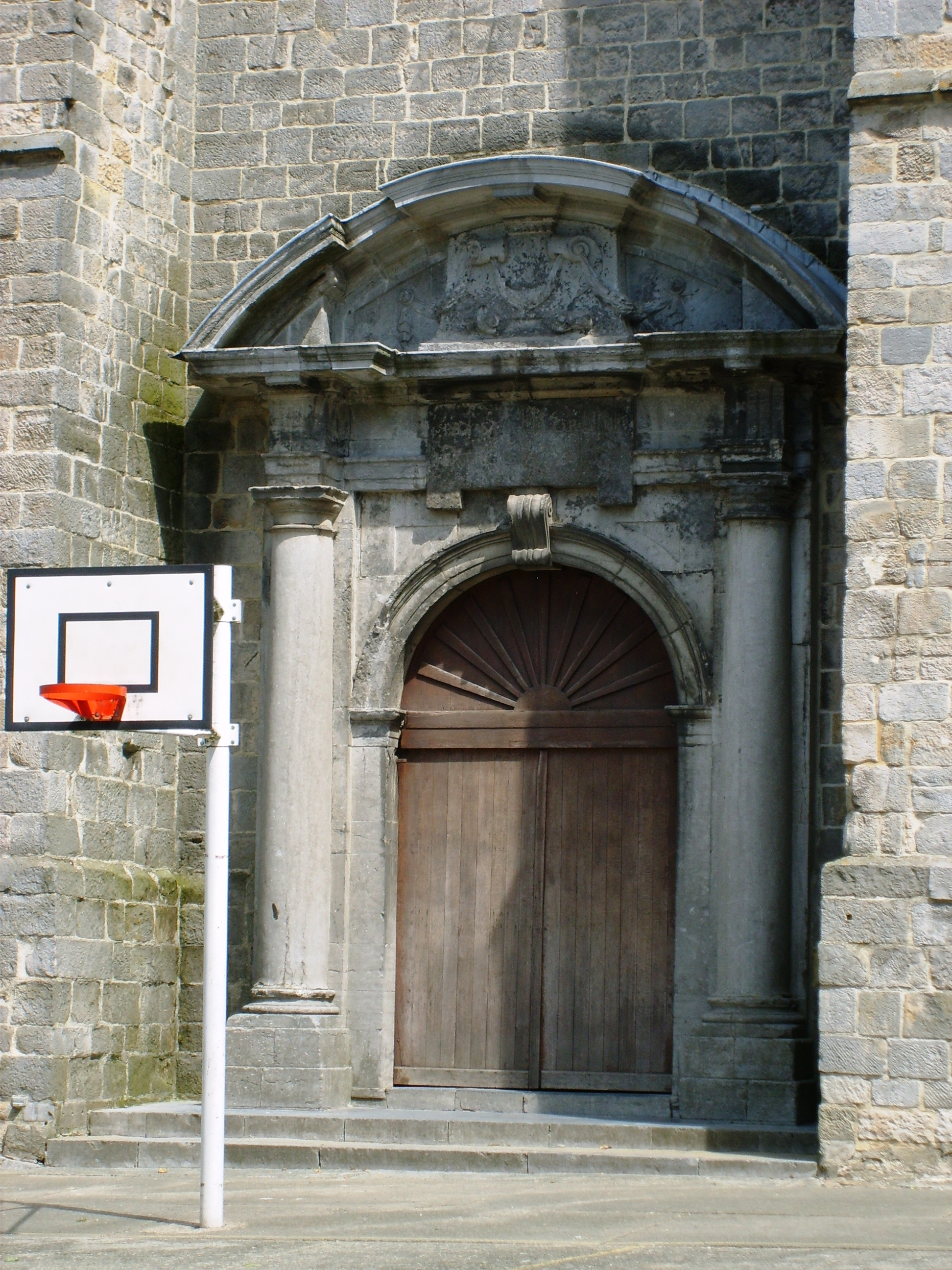
Détail de la tour : portail datant de 1776.

### La tour gothique
Construite à la fin du XVe siècle, la tour gothique de la basilique est construite en grès de Bray. Des vestiges de la travée du XIIIe siècle sont visibles au sud, notamment l'ogive d'une grande fenêtre murée. À l'ouest du clocher, un portail de style Louis XVI a été ajouté en 1776. Il comporte une porte en plein cintre entre deux colonnes toscanes surmontées d'un fronton courbe, sous lequel figure le chronogramme en latin « regI saeCVLorVM eXtrVCta aeDes » (1776).

### L'abbatiale néoclassique

#### Structure et matériaux
Terminée en 1776, l'abbatiale de style néoclassique mesure 58 m de long et 23 m de large pour les nefs. Elle comporte une nef de sept travées, des bas-côtés, un transept, un chœur et un faux déambulatoire sous appentis. Les baies de la nef centrale présentent des linteaux bombés, tandis que celles des bas-côtés, du transept et du chœur forment des arcs en demi-lune. 

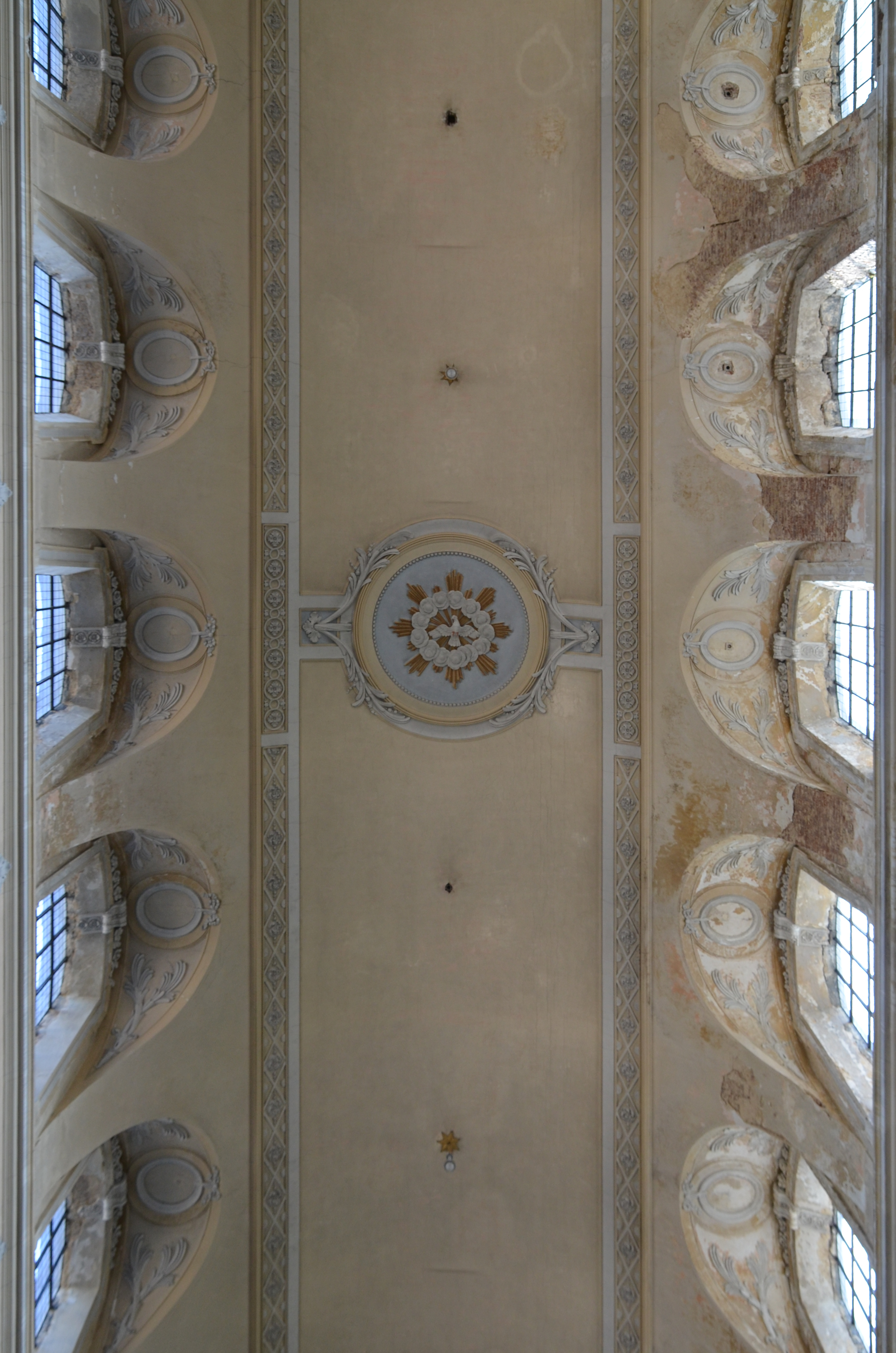
Voute de la nef centrale : stuc avec le Saint-Esprit sous la forme d'une colombe au centre.

La nef centrale est couverte par une voute en berceau ornée de motifs végétaux et délimitée par des colonnes corinthiennes. Cette nef centrale est flanquée de bas-côtés qui comportent chacun une petite porte d'entrée côté ouest. Les bas-côtés, de même que le transept sont délimités par des arcs en plein cintre.
L'abside du chœur présente six colonnes corinthiennes à fût en marbre rouge de Saint-Remy et à chapiteau en marbre gris de Ferrière-la-Petite. Entre ces colonnes, on peut voir des bas-reliefs en stuc du sculpteur brugeois Joseph Fernande datant de 1779.
En ce qui concerne les matériaux utilisés pour la construction de l'église, le gros œuvre est constitué de pierre de Feluy, tandis que le revêtement extérieur provient des carrières de Merbes-le-Château. Le sol est recouvert de marbre noir, gris, blanc et rouge provenant de Ferrière-la-Petite. Quant aux voutes et plafonds, ils sont recouverts de stucs.

#### Mobilier et boiseries

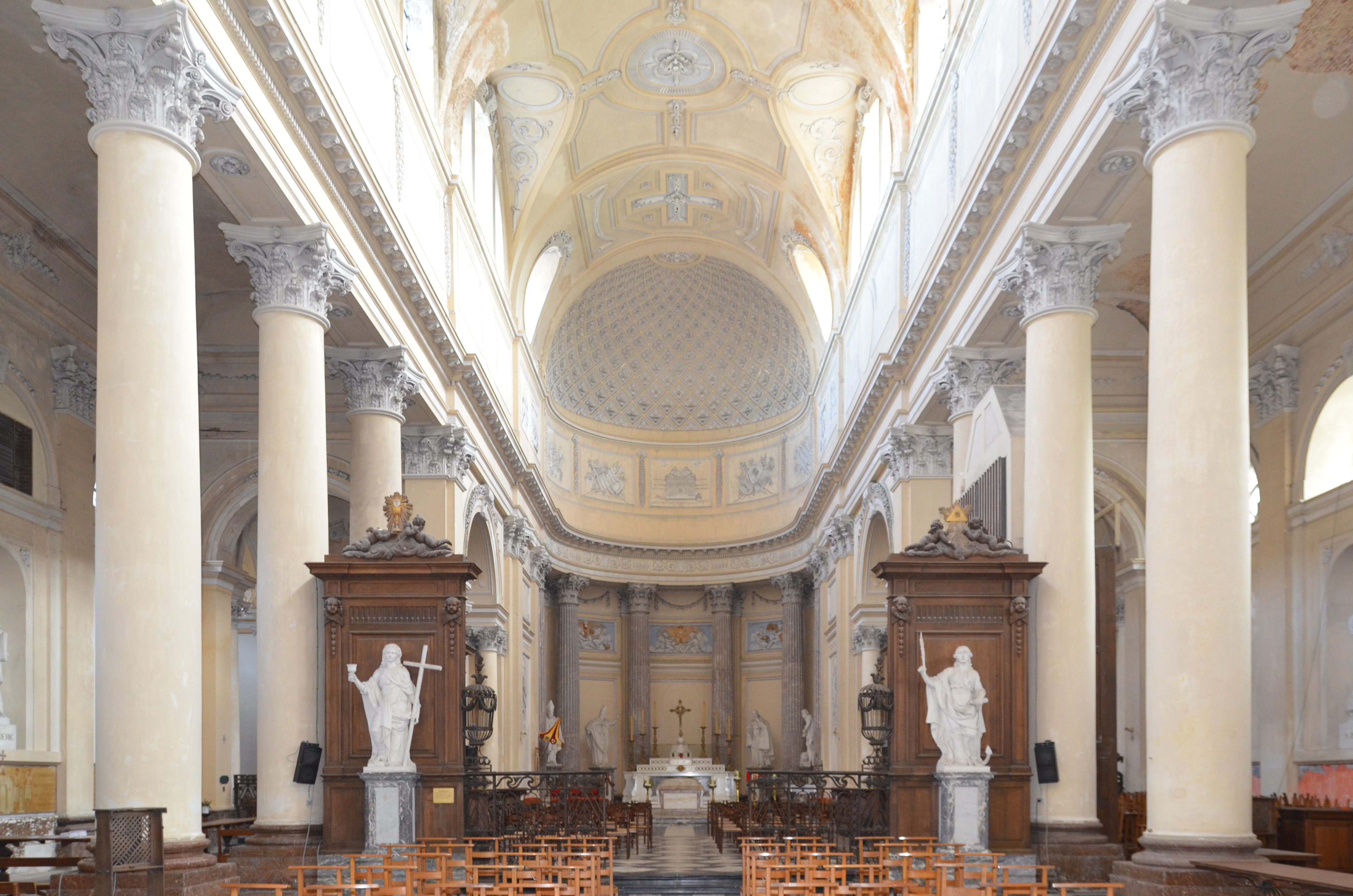
Détail depuis la nef centrale : stucs, colonnes corinthiennes, stalles, grille de clôture en métal, statues.

Datant de 1779, l'autel majeur du chœur en marbre blanc est l’œuvre de l'architecte Louis Montoyer. Deux autres petits autels en marbre sont situés dans le transept et datent, eux, de 1777. La nef centrale est garnie de stalles en chêne, surmontées de médaillons. Ces bas-reliefs sont l’œuvre du sculpteur marseillais établi à Bruxelles, Augustin Ollivier et représentent les douze Apôtres. Enfin, une grille de métal, ouvrage de ferronnerie, clôture ces stalles.

#### Statuaire

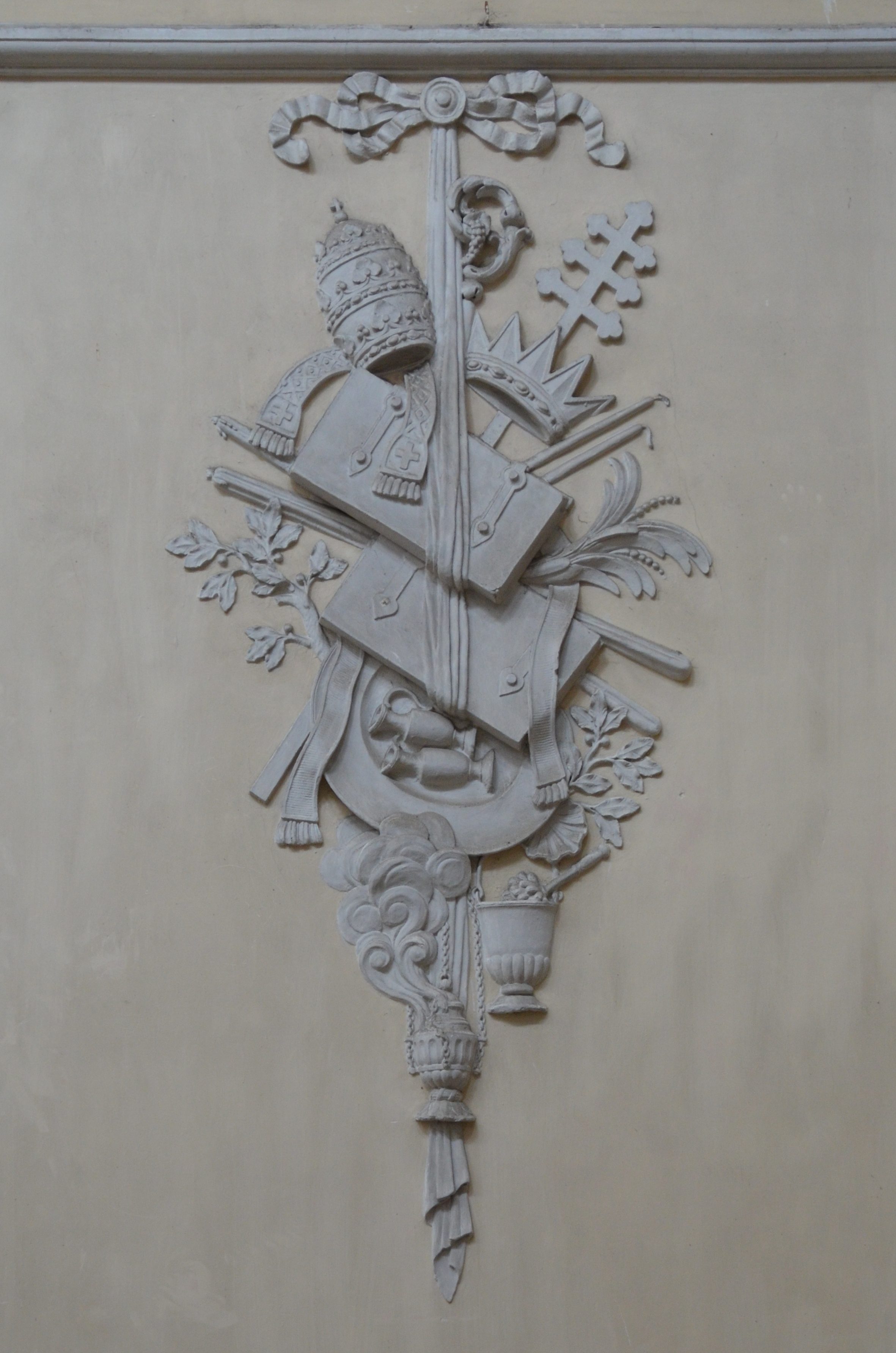
Trophée représentant le sacerdoce.

Douze statues de stuc mesurant 2,50 m de haut et coulées par Joseph Fernande en 1789 occupent les niches des bas-côtés. Deux autres du même sculpteur jouxtent les stalles. Après avoir été endommagées lors de la seconde invasion française en 1794, elles ont été restaurées en 1857. Les quatre premières statues personnifient les vertus cardinales : la tempérance et la justice à droite, la force d'âme et la prudence à gauche. Les quatre statues suivantes rappellent les quatre évangélistes : Matthieu et Marc à gauche, Luc et Jean à droite. Les quatre dernières représentent des saints prémontrés, Frédéric de Hallum (nl) et Norbert de Xanten à gauche, Isfried et Evermode de Ratzebourg (en) à droite. Enfin, les deux statues supplémentaires près des stalles sont des allégories des deux vertus théologales: la foi à gauche et l'espérance à droite.
Plusieurs œuvres en stuc d'Augustin Ollivier ornent le chœur de la basilique. D'une part, quatre statues représentant les Pères de l'Église sont disposées entre les colonnes : Augustin d'Hippone, Ambroise de Milan, Grégoire le Grand et Jérôme de Stridon. D'autre part, deux trophées du même sculpteur datant de 1773 se trouvent de chaque côté du chœur : ils symbolisent le sacerdoce et l'eucharistie.
Joseph Fernande a également exécuté plusieurs bas-reliefs en stuc dans le chœur. La première série de cinq de bas-reliefs dorés entre les colonnes illustrent le culte du Nouveau Testament : des angelots portent divers objets symboliques. La seconde série de neuf bas-reliefs au-dessus de la corniche évoque le culte de l'ancienne Alliance au temple de Jérusalem : notamment la mer d'airain, l'arche d'alliance, la lyre du roi David, le pectoral d'Aaron ou encore les psaumes.

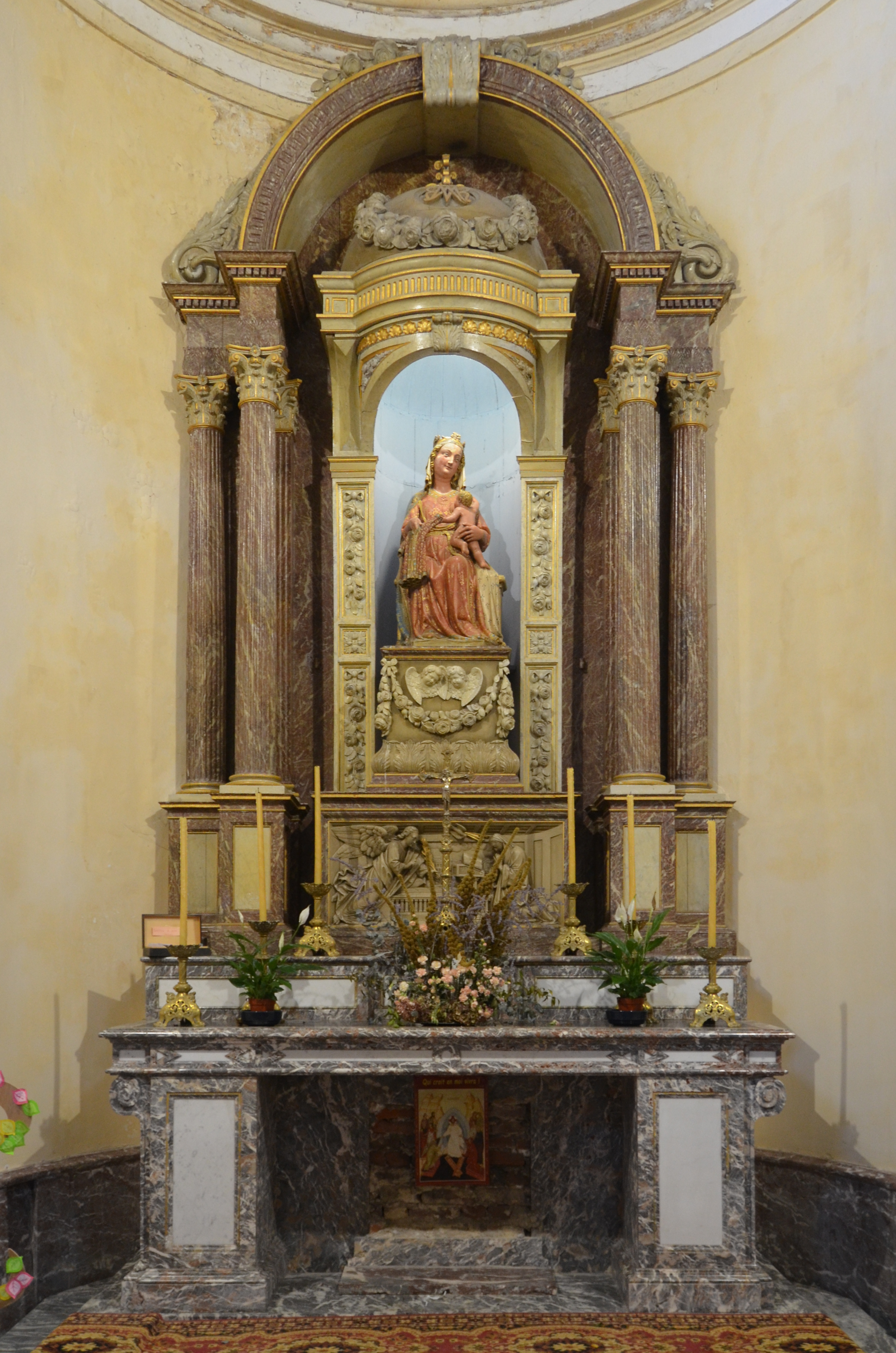
Autel et statue de Notre-Dame de Bonne-Espérance (XIVe siècle).

Enfin, sur un autel du transept trône la statue en pierre blanche de la Vierge allaitant Jésus, Notre-Dame de Bonne-Espérance. Datant vraisemblablement du milieu du XIVe siècle,, elle mesure 110 cm de haut et 54 cm de long sur 31 cm de large à la base. Échappant au saccage des troupes françaises en 1794, cette statue est restée cachée dans le village voisin de Vellereille-les-Brayeux jusqu'à son retour en 1833. La polychromie actuelle de cette statue date de son couronnement en 1904 et remplace plusieurs autres couches.

#### Orgues

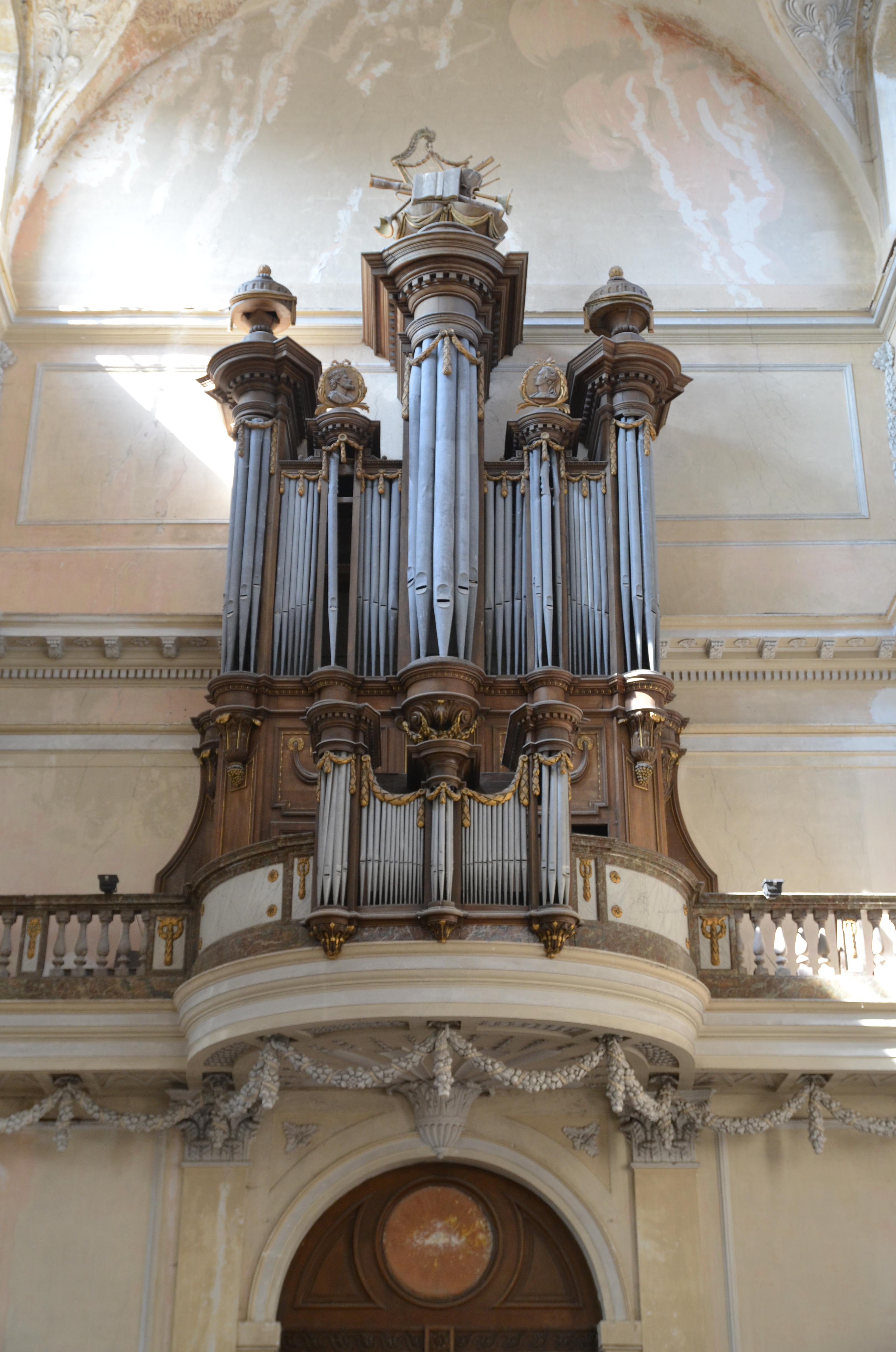
Grandes orgues par Pierre Van Peteghem.

La basilique abrite deux orgues. L'orgue installé à la tribune est conçu en 1768 par Pierre Van Peteghem. Il s'agit d'un des orgues les plus importants des Pays-Bas méridionaux, avec 37 jeux sur trois claviers.
Initialement livré à l'abbaye d'Affligem, qui est supprimée après la Révolution française, il est ensuite démonté, puis acquis en 1807 par François-Joseph Hirn. L'orgue est transporté par bateau jusqu'à Tournai, puis remonté dans la cathédrale. En 1851, la maison Ducroquet livre un nouvel orgue à la cathédrale. Celui de Van Peteghem est donc démonté et arrive en 1865 à Bonne-Espérance pour être installé dans un buffet déjà en place, préalablement construit par Adrien Rochet (nl) en 1784 et vidé par les révolutionnaires. L'instrument est remonté dans ce buffet trop petit et le ravalement initial est supprimé. En 1900, on décide d'installer dans la basilique un deuxième instrument, un orgue de chœur, laissant à l'abandon l'orgue de Van Peteghem. À partir des années 1950, la tuyauterie est déposée dans la tour et de nombreux tuyaux disparaissent. Lors de la restauration de la basilique dans les années 1990, les tuyaux sont placés dans des caisses et entreposés dans la sacristie.
L'orgue de chœur est construit en 1900 par Pierre Schyven et modifié dans les années 1950 par A. Thunus. Il possède 15 jeux sur deux claviers et un pédalier. Sa transmission est pneumatique tubulaire. Il ne possède pour façade que les volets d'expression. Il est restauré en 2015 par le facteur d’orgues Franck Mahieu.

### La sacristie

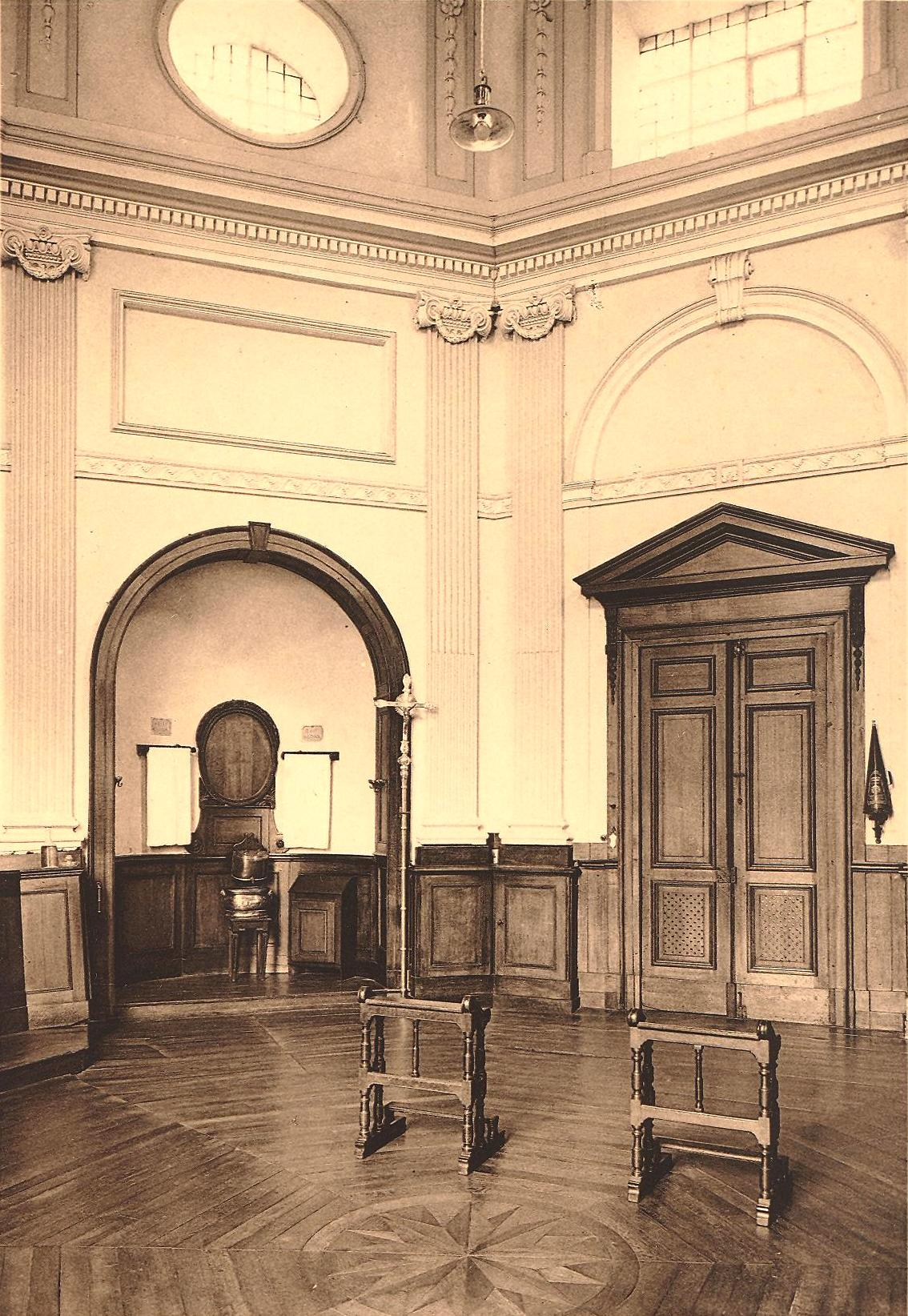
L'intérieur de la sacristie.

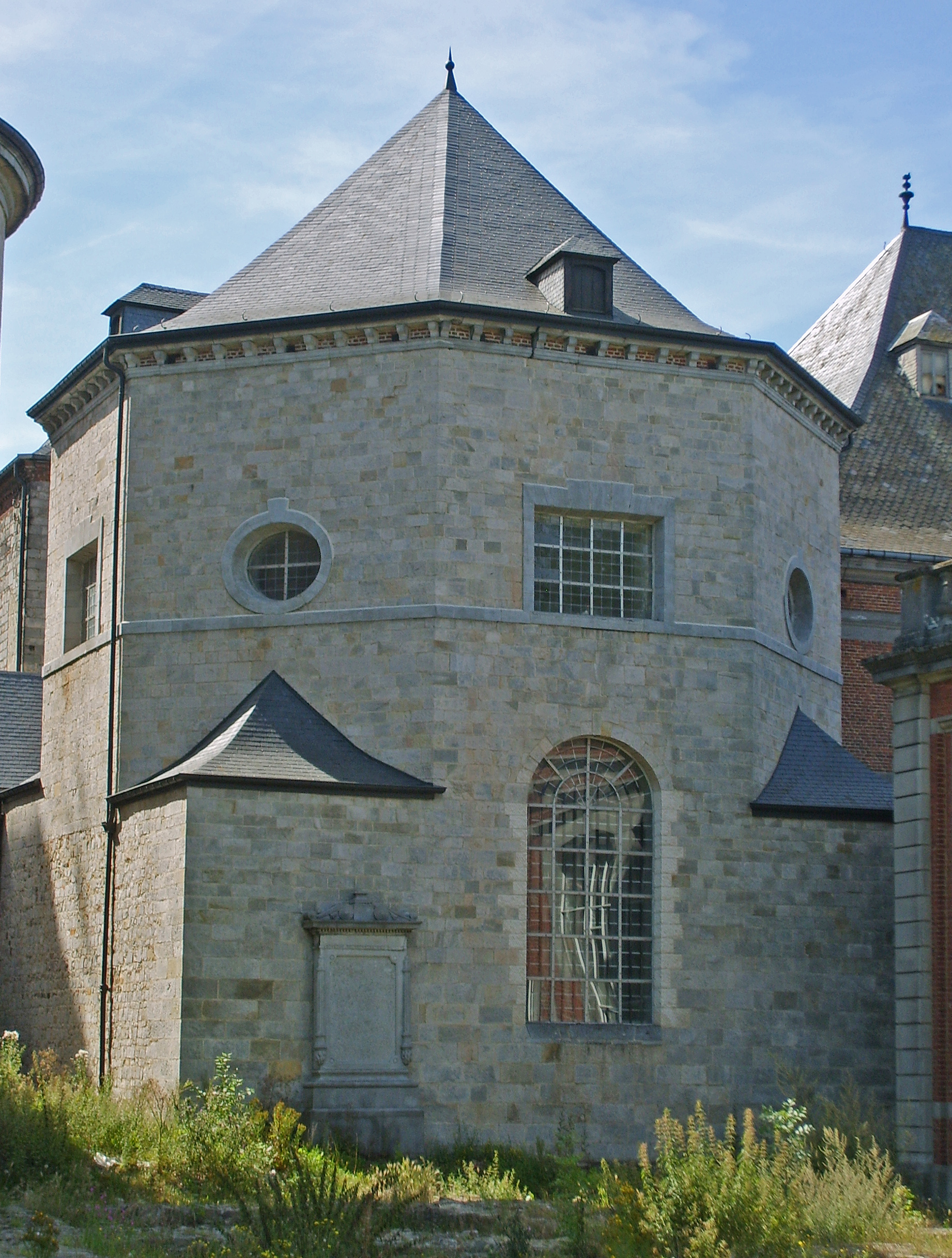
Vue extérieure de la sacristie

Indépendante de la basilique, la sacristie de style Louis XVI est construite en 1775 par Laurent-Benoît Dewez. Elle présente un plan octogonal à l'intérieur, même si le volume total du bâtiment au sol est carré. Chaque paroi est percée au-dessus d'une baie alternativement ronde ou quadrangulaire et une fenêtre en plein cintre supplémentaire fait face à la porte d'entrée. Cette dernière, fabriquée en chêne, est surmontée d'un fronton triangulaire et mène à l'ambulacre qui la relie à la basilique. Aux angles, des pilastres à chapiteau ionique supportent une corniche moulurée. 
En 2013, un espace muséal est inauguré dans cette ancienne sacristie, à la suite de la décision du diocèse de Tournai de créer un « Centre d'histoire et d'art sacré en Hainaut » (CHASHa) à Bonne-Espérance

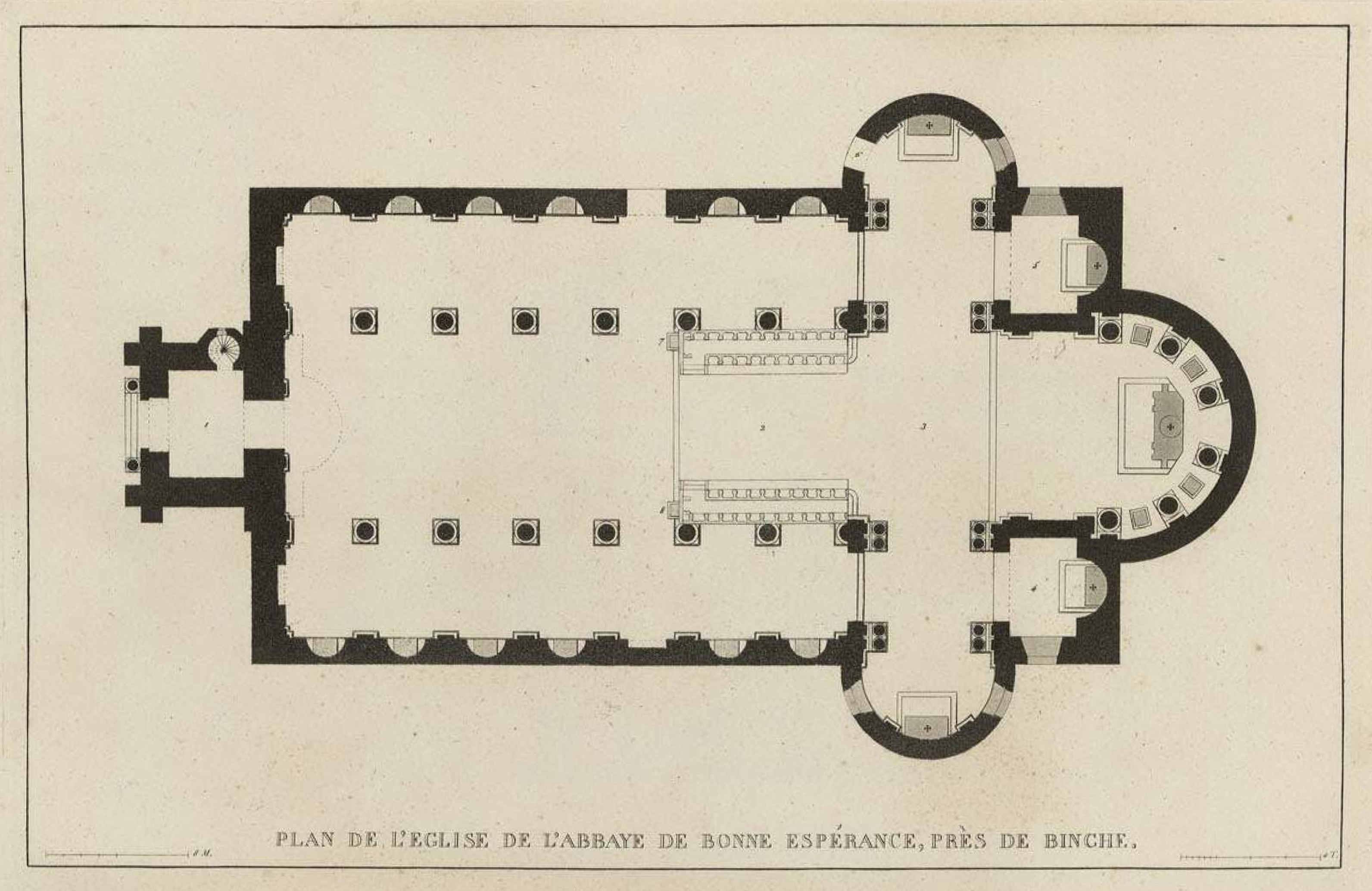
Plan de l'abbatiale en 1827 par Pierre-Jacques Goetghebuer.

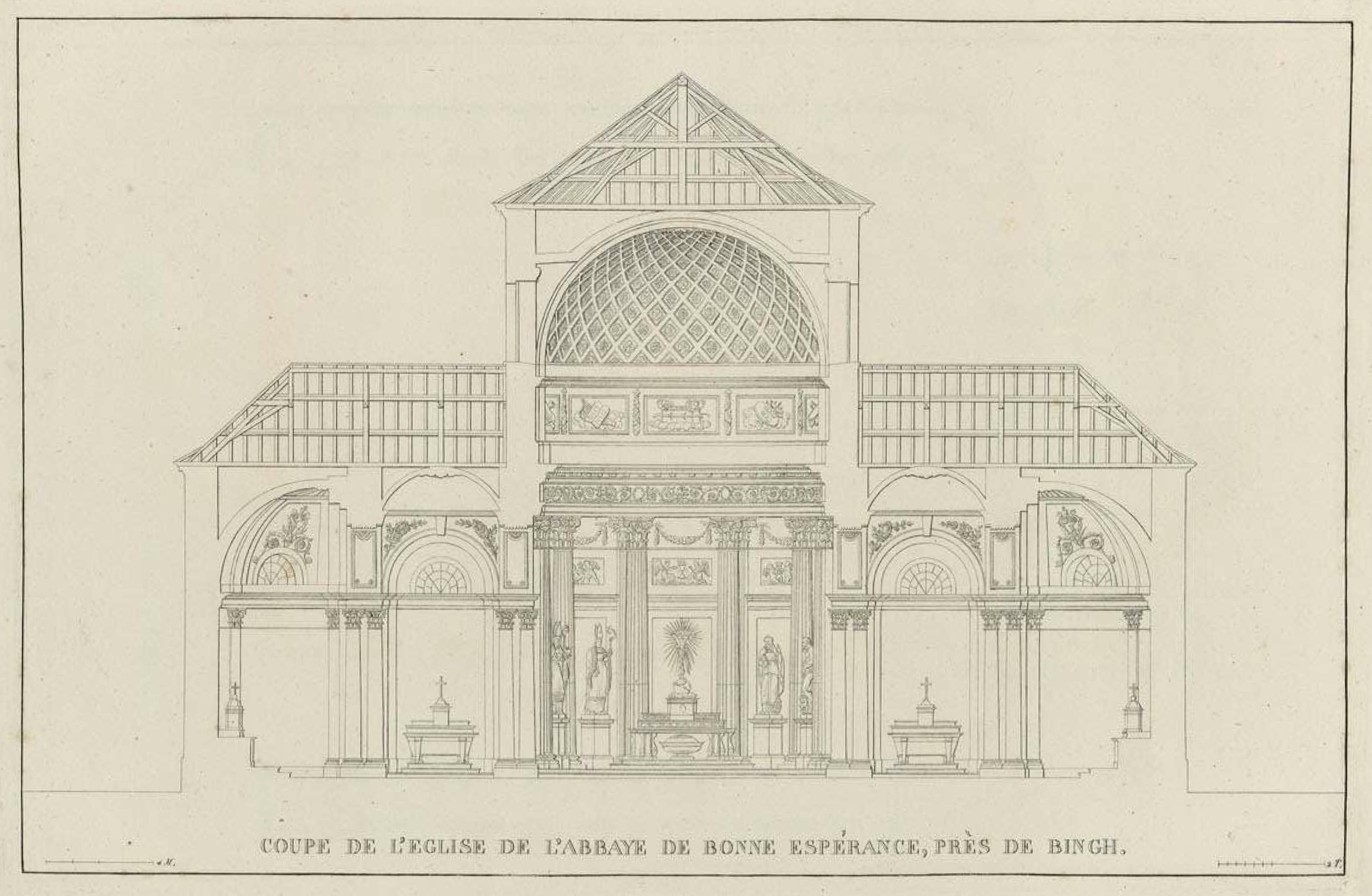
Coupe de l'abbatiale en 1827 par Pierre-Jacques Goetghebuer.